# Catherine Stephens

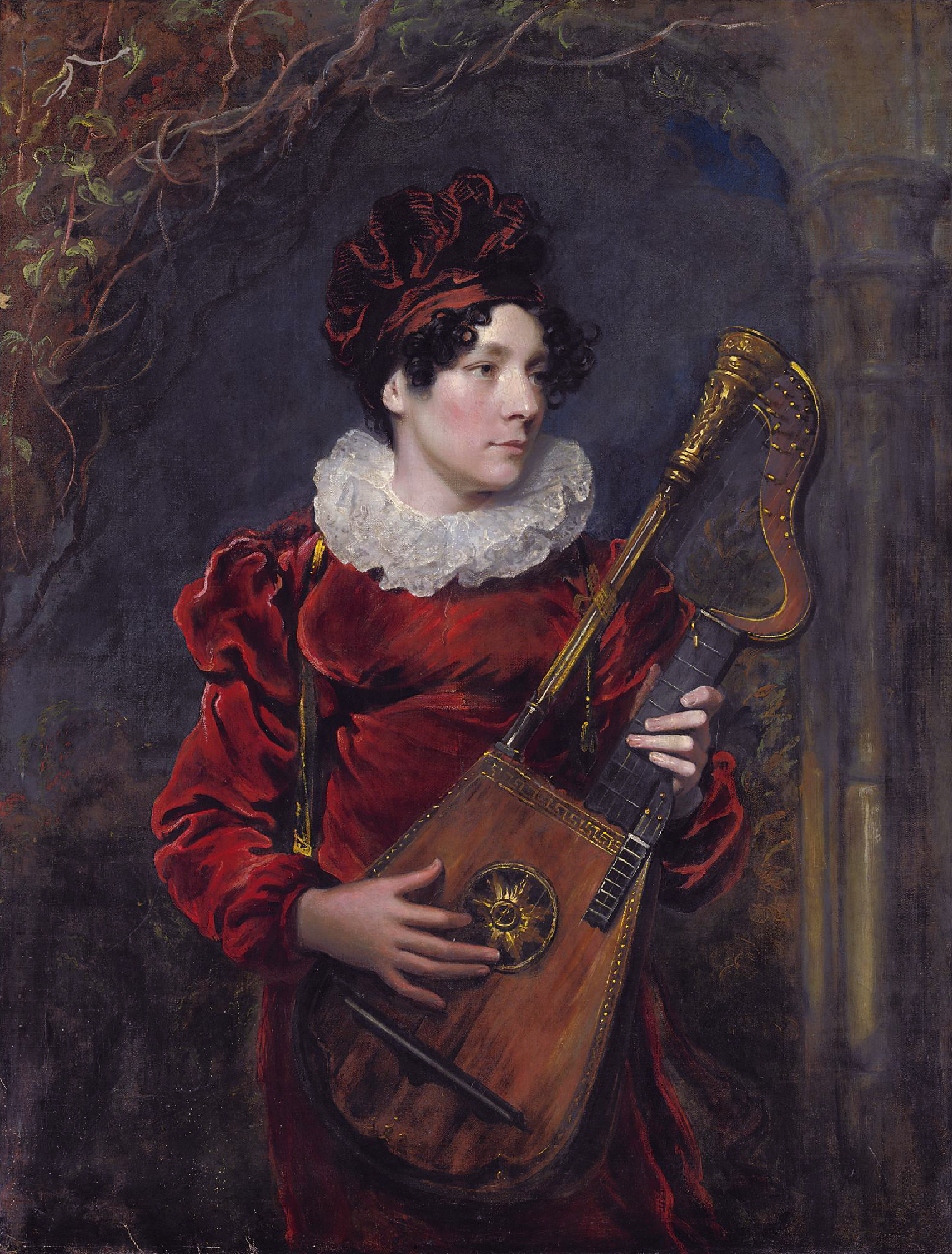
Kitty Stephens, más tarde condesa de Essex, por George Henry Harlow

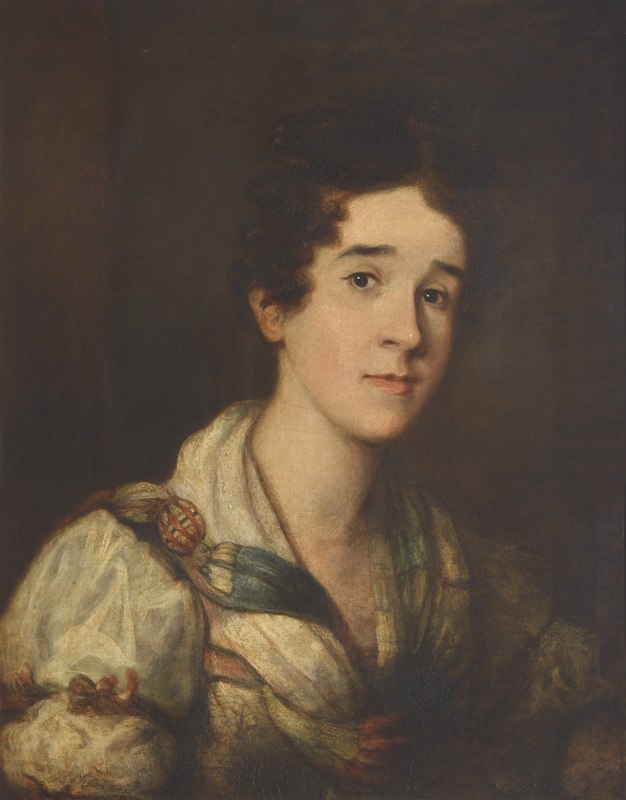
Retrato de Catherine Stephens, por George Henry Harlow, c. 1805

Catherine Stephens, condesa de Essex (18 de septiembre de 1794 - 22 de febrero de 1882) fue una cantante de ópera y actriz inglesa, previamente conocida como Kitty Stephens.

## Primeros años de vida

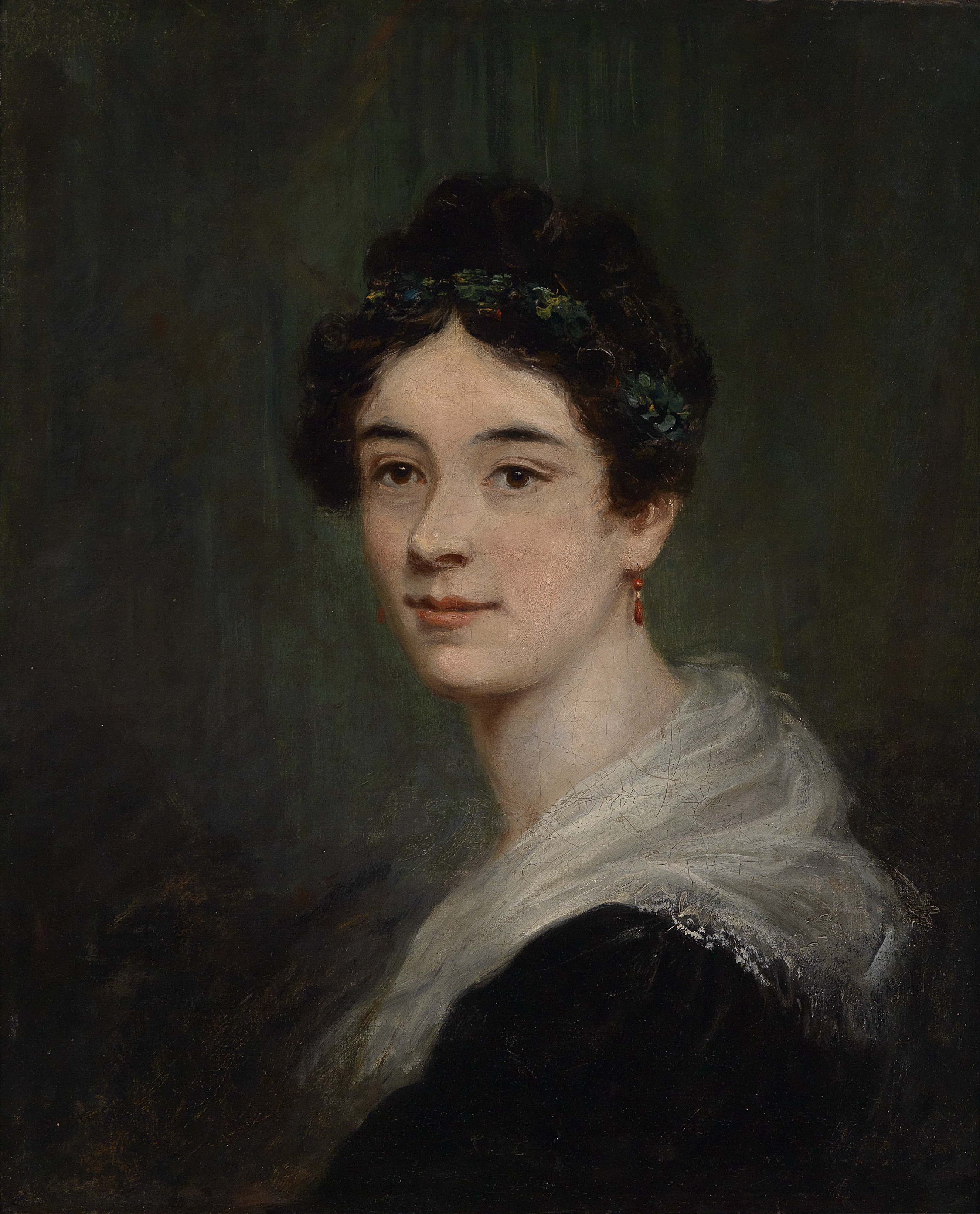
Retrato de Catherine Stephens, atribuido a Martin Archer Shee

Stephens nació el 18 de septiembre de 1794. Era hija de Edward Stephens, tallador y dorador de Park Street, Grosvenor Square. En 1807, habiendo demostrado, como sus hermanas mayores, cierta capacidad musical, fue puesta bajo la tutela de Gesualdo Lanza, con quien permaneció cinco años. Bajo su cuidado cantó en Bath, Bristol, Southampton, Ramsgate, Margate y otros lugares, apareciendo a principios de 1812 en papeles secundarios en el Panteón como miembro de una compañía de ópera italiana, dirigida por Teresa Bertinotti. Al finalizar su compromiso con Lanza en 1812, su padre la puso bajo la tutela de Thomas Welsh. Como alumna de Welsh, cantó anónimamente los días 17 y 19 de noviembre en Manchester.

## Carrera operística y actoral
El 23 de septiembre de 1813, apareció en Covent Garden como Mandane en Artajerjes, obteniendo un éxito notable, especialmente en las tonadas "Checked by duty, racked by love" ("Controlada por el deber, atormentada por el amor") y "The soldier tired of war's alarms" ("El soldado cansado de las alarmas de la guerra"), siendo comparada con Angelica Catalani y Elizabeth Billington. El 22 de octubre cantó como Polly en Beggar's Opera y el 12 de noviembre como Clara en The Duenna; también como Rosetta en Love in a Village. Tanto Lanza como Welsh reivindicaron el honor de instruirla. En el concierto de música antigua de marzo de 1814 se le asignaron las canciones principales de soprano y cantó más tarde ese año en los festivales de Norwich y Birmingham.
En Covent Garden, donde permaneció con pocas interrupciones desde su primera aparición en 1813 hasta 1822, al principio recibió 12 libras por semana; esta cantidad aumentó luego a 20 y 25 libras por semana.

### 1813 a 1818
El 1 de febrero de 1814, Stephens fue la Sra. Cornflower original en La esposa del granjero de Charles Dibdin, hijo. Interpretó a Ofelia en el Hamlet de Young y en el de Kemble, y en la primera ocasión (21 de marzo) introdujo en el personaje la canción de "Mad Bess", por la que fue abucheada. Interpretó a Matilda en Richard Cœur de Lion y el 31 de mayo, como Desdemona en Otelo de Young, cantó la melodía original de "Mi madre tenía una criada llamada Bárbara". El 1 de febrero de 1815 fue la original Donna Isidora en Brother and Sister de William Dimond; el 7 de abril Donna Orynthia en Noble Outlaw, fundada en El peregrino de Beaumont y Fletcher; y el 7 de junio Eucharis en Telemachus.
La temporada siguiente fue Sylvia en Cymon, Hermia en Sueño de una noche de verano, Imogen, Cora en Columbus y, el 12 de marzo de 1816, la primera Lucy Bertram en la adaptación de Guy Mannering de Daniel Terry. Entre los papeles originales en obras menores de la próxima temporada destaca Diana Vernon en Rob Roy Macgregor de Isaac Pocock. También interpretó a Cowslip en Agreeable Surprise.

### 1819 a 1828
En la primera producción de Las bodas de Fígaro, el 6 de marzo de 1819, fue Susana del Fígaro de John Liston, y en el estreno de El corazón de Midlothian, de Daniel Terry, el 17 de abril, fue Effie Deans. El 14 de diciembre interpretó a Adriana en la Comedia de los Errores, convertida en ópera por Frederick Reynolds. En el Antiquary de Terry, el 25 de enero de 1820, fue la primera Isabella Wardour, y en una adaptación de Ivanhoe, que siguió el 2 de marzo, fue Rowena. Interpretó a Florence St. Leon en Henri Quatre, o París en los tiempos antiguos. En Don John, o las dos Violettas, 20 de febrero de 1821, una ópera basada por Reynolds en Las oportunidades, modificada a partir de Fletcher por el duque de Buckingham, ella fue la segunda Violetta. Interpretó a Dorinda en La tempestad de John Dryden. El 14 de febrero de 1822, fue la primera Annot Lyle en Montrose o los Niños de la Niebla. El 11 de mayo de 1822, interpretó a Nourjadee en la producción de La ley de Java de George Colman el Joven.[cita requerida]
La temporada siguiente se unió a Robert William Elliston en el Teatro Drury Lane, menos felizmente. Para su beneficio, el 27 de abril de 1823, interpretó el papel de Annette en El señor de la mansión. En Philandering, de Samuel Beazley, el 13 de enero de 1824, fue el primer Emile, y en la versión operística de Reynolds de Las alegres comadres de Windsor, el 20 de febrero, la señora Ford. En la producción de una versión anónima de Fausto, el 16 de mayo de 1825, ella era Adine (Margarita). Malvina, en "Malvina", de George Macfarren, fue vista el 28 de enero de 1826; Edith Plantagenet, en "Caballeros de la Cruz", le siguió el 29 de mayo. Gulnare, en "Ingleses en la India", de Dimond, fue vista el 27 de enero de 1827. En la temporada siguiente estuvo nuevamente en Covent Garden, donde interpretó a Blanch Mackay en Carron Side, o la Fête Champêtre, el 27 de mayo de 1828.[cita requerida]

### Cantante de conciertos
A pesar de la gran reputación que Stephens había logrado en la ópera, aún era mayor como cantante de conciertos. Cantó con John Duruset en Dublín en julio de 1821 y nuevamente en 1825; y en Edimburgo en 1814. También visitó Liverpool y otros lugares. Hasta su jubilación en 1835 actuó en conciertos y festivales.

## Últimos años
El 19 de abril de 1838, Stephens se casó en el número 9 de Belgrave Square, con George Capel-Coningsby, quinto conde de Essex, un viudo octogenario, que murió el 23 de abril de 1839.  Como condesa de Essex, le sobrevivió cuarenta y tres años, interesándose por cuestiones teatrales. Murió de bronquitis el 22 de febrero de 1882 en la casa en la que se casó y fue sepultada en el cementerio de Kensal Green.

## Reputación
Stephens era muy conocida por su hermosa voz de soprano, particularmente en las baladas. William Hazlitt, quien habló de ella y Edmund Kean como sus únicos favoritos teatrales, escribió su primera crítica teatral sobre ella en el Morning Chronicle. Tras escucharla como Polly y como Mandane, Leigh Hunt comentó que «no se parecen a nada en el escenario y dejan a la competencia muy atrás». Thomas Noon Talfourd recordó los días en que la oyó emitir «un torrente de sonido tan delicioso como nunca había oído salir de labios humanos». William Oxberry la elogió sin reservas. Un retrato pintado por John Jackson cuelga en la National Portrait Gallery de Londres; otro de Dewilde, como Mandane en Artajerjes, está en la colección Mathews del Garrick Club, que contiene un retrato anónimo.[cita requerida]

## Familia
Una señorita Stephens, posiblemente su hermana mayor, hizo, como Polly en la Beggar's Opera, una exitosa primera aparición en el escenario el 29 de noviembre de 1799, y en 1800 y 1801 interpretó a Sophia en Of Age Tomorrow, a Violetta en Egyptian Festival, a Blanche en Virginia de la Sra. Plowden, a Rosetta en Love in a Village, y otros papeles.